# Punta Gorrión
La punta Gorrión (51°39′S 57°49′O / -51.650, -57.817) se encuentra en la zona este de la isla Soledad del archipiélago de las Malvinas. Administrativamente pertenece al departamento Islas del Atlántico Sur de la provincia de Tierra del Fuego, Antártida e Islas del Atlántico Sur.
Esta punta se localiza en el sector oriental de la península de Freycinet, sobre la costa norte del puerto Groussac, y junto con la punta Flecha, forma la entrada a la caleta Gorrión. Además se ubica al oeste de la punta Celebroña y al noreste de Puerto Argentino.